# Phyllolabis mannheimsiana
Phyllolabis mannheimsiana là một loài ruồi trong họ Limoniidae. Chúng phân bố ở miền Cổ bắc.